# Omphalotropis albocarinata
Omphalotropis albocarinata là một loài ốc nhỏ sống ở đầm ngập mặn có nắp, là động vật thân mềm chân bụng sống trên cạn, trong họ Assimineidae. Đây là loài đặc hữu của đảo Norfolk.